# Борис Чакъров
Борис Чакъров е български музикант, композитор, аранжор, продуцент и звукорежисьор.

## Биография
Борис Чакъров е роден на 23 юли 1960 г. Израства в семейство с музикални традиции. Започва да се занимава с музика от най-ранна възраст. През 1980 г. започва работа в легендарното студио на звукозаписна компания Балкантон. Участва в звукозаписите на Щурците, Диана Експрес, Сигнал, ФСБ, Тангра, LZ, Тоника и много други. Автор на музика и аранжименти за всички популярни изпълнители, между които: Лили Иванова, Емил Димитров, Васил Найденов, Богдана Карадочева, Борис Годжунов, Георги Христов, Йорданка Христова Нели Рангелова, Петя Буюклиева, Орлин Горанов, Силвия Кацарова, Цветан Владовски, Веселин Маринов, Дует Ритон, Бо-Бо-Бо, Поли Генова.
Автор на повечето песни от репертоара на „Бон-бон“.
Създава сигнали за водещи медии, разпознаваеми и до днес. Член на СБК. Собственик на звукозаписна компания ChakoMusic Ltd. (1991), както и съосновател на първата българска компания за лицензирана музика LicenseMusicBG (2010).

## Произведения
През 1986 г. аранжира за голям оркестър песента на Георги Станчев „My Love Is My Music For You“, която печели Специалната награда на фестивала „Интерпоп“ в Шиофок, Унгария.
През 1987 г. песента „Пиано за двама“ по текст на Волен Николаев, изпълнена от Веселин Маринов, печели Голямата награда на Младежкия конкурс за забавна песен.
През 1989 г. песента „Контраст“ по текст на Иван Тенев, изпълнена от Веселин Маринов печели Голямата награда на страните членки на Интервизия в Прага.
Клуб НЛО (1996 – 2004) – композитор – българско музикално предаване по канал 1 на БНТ.
Трите лели (1997) – композитор – български игрален филм (мюзикъл) на режисьор Димитър Шарков.
Ала-Бала (2000) – композитор – детско телевизионно предаване на режисьорката Ваня Иванова.
Отмъщение (2000) – композитор – български игрален филм (комедия, семеен) на режисьорката Ваня Иванова.
Небесни сурвакари (2002) – композитор – телевизионен филм (мюзикъл) на режисьорката Бисерка Колевска.
Колко лесно (2013) – композитор – куклена постановка на режисьорката Иванка Йонкова.
Котешката банда (2019) – аранжьор – детски мюзикъл от Стефан Димитров.
Авантюриста (2020) – композитор – пълнометражен документален филм на режисьорката Анна Петкова, филмова къща ГалаФилм.